# 吉禮站
吉禮站（日语：／ Kire eki */?）是位於和歌山縣和歌山市吉禮，屬於和歌山電鐵的貴志川線車站。車站編號為「08」。此站坐落於村落內，故上下車的乘客人數較多。

## 歷史
- 1916年（大正5年）2月15日 - 山東輕便鐵道車站啟用。
- 1929年（昭和4年）11月 - 公司改名為山東鐵道。
- 1931年（昭和6年）4月28日 - 公司改名為和歌山鐵道。
- 1957年（昭和32年）11月1日 - 公司合併至和歌山電氣軌道，成為和歌山電氣軌道鐵道線車站。
- 1961年（昭和36年）11月1日 - 與南海電氣鐵道合併，成為南海電氣鐵道貴志川線車站。
- 1998年（平成10年）3月 - 撤走車站大樓。
- 2006年（平成18年）4月1日 - 和歌山電鐵繼承貴志川線，成為和歌山電鐵貴志川線車站。

## 車站構造
本站是地面車站，設有1面1線的單式月台。本站的站房於1998年撤走，使站內只剩下設有上蓋的月台和廁所（男女共用的旱廁）。月台一端設有斜道連接出入口。站房遺址則變成單車停泊處。
此站現時是無人車站，站內沒有設置自動售票機和自動閘機，也無法使用Surutto KANSAI對應的車票。但由於此站較多乘客上落，因此早上和黃昏繁忙時間，在一人控制列車中會設有來自和歌山站的職員於此站收集車票。此站是貴志川線車站中，唯一在月台上沒有設置招牌式的站名牌。

## 利用狀況
在2019年（令和元年）度，此站1日平均上下車人次為410人。
以下為各年度1日平均上下車人次列表。
| 年度   | 1日平均 上下車人次 |
| ------ | ------------------ |
| 1980年 | 586                |
| 1985年 | 555                |
| 1990年 | 613                |
| 1995年 | 655                |
| 2000年 | 715                |
| 2001年 | 675                |
| 2002年 | 569                |
| 2003年 | 544                |
| 2004年 | 518                |
| 2005年 | 502                |
| 2006年 | 706                |
| 2007年 | 708                |
| 2008年 | 616                |
| 2009年 | 603                |
| 2010年 | 600                |
| 2011年 | 596                |
| 2012年 | 592                |
| 2013年 | 625                |
| 2014年 | 625                |
| 2015年 | 476                |
| 2016年 | 452                |
| 2017年 | 446                |
| 2018年 | 430                |
| 2019年 | 410                |

## 車站周邊
車站北邊設有古老的吉禮村落。站前設有一些商店。車站南邊設有向東西流過的和田川，使用橋樑越過該河流後可到達菖蒲丘團地，該處的居民會使用此站。此站南邊的矮山上有一座和歌山信愛女子短期大學與其大學，但是從岡崎前站前往該處比較方便。
此站與岡崎前站之間的貴志川線路軌會與阪和自動車道立體相交。
- 和歌山吉禮簡易郵局
- 和歌山市立山東小學
- 和歌山市政廳西山東分所
- 武內宿稱誕生井
- 都麻津姬神社（日语：都麻都比売神社#都麻津姫神社 (和歌山市吉礼)）

## 其他
在和歌山軌道線廢止後，以及此線轉讓前，此站是南海電氣鐵道最南的車站。另外，當時還存在3・3・SUN免費車票的適用範圍中，此站比近鐵賢島站更南，成為使用該車票可到達最南的車站，同時為關西大手私鐵中最南車站。

## 相鄰車站
和歌山電鐵
貴志川線
岡崎前（07）－吉禮（08）－伊太祈曾（09）

## 注腳
1. ↑  令和元年度和歌山県公共交通機関等資料集PDF（日語）

## 外部連結
- 吉禮站（不同站的時間表）PDF（日語） - 和歌山電鐵
- 國土地理院地圖參閱服務 （页面存档备份，存于）（日語） - 吉禮站周邊的1/25000地形圖 （页面存档备份，存于）（日語）